# (229255) Andrewelliott
(229255) Andrewelliott est un astéroïde de la ceinture principale.

## Description
(229255) Andrewelliott est un astéroïde de la ceinture principale. Il fut découvert le 4 janvier 2005 à Great Shefford par Peter Birtwhistle. Il présente une orbite caractérisée par un demi-grand axe de 2,83 UA, une excentricité de 0,05 et une inclinaison de 3,5° par rapport à l'écliptique.

## Compléments